# Agência de Logística de Defesa
A Defense Logistics Agency (DLA) ou Agência de Logística de Defesa, é uma agência de apoio ao combate do Departamento de Defesa dos Estados Unidos (DoD), com mais de 26 mil funcionários civis e militares em todo o mundo. Localizada em 48 estados americanas e 28 países, a DLA fornece suprimentos aos serviços militares e apoia a aquisição de armas, combustível, peças de reparo e outros materiais. A agência também é responsável por descartar equipamentos excedentes ou inutilizáveis por meio de diversos programas.

## Estrutura
A DLA está sediada em Fort Belvoir, Virgínia. Entretanto, a DLA possui vários escritórios responsáveis por apoiar a agência como um todo.
A agência tem várias atividades subordinadas importantes operando no campo:
- A DLA Aviation, com sede em Richmond, Virgínia, fornece principalmente peças e conhecimentos especializados para aeronaves.
- A DLA Disposition Services, com sede em Battle Creek, Michigan, ajuda os militares a descartar itens excedentes. Além do material militar típico, como veículos e uniformes, a Disposition Services também ajuda os militares no processo de doação de computadores para escolas primárias, por meio do programa DoD Computers for Learning. [3]
- A DLA Distribution, com sede em New Cumberland, Pensilvânia, transporta e armazena itens para o DoD e outros clientes. [4]
- A DLA Energy fornece combustível para aeronaves, navios e até mesmo para o programa espacial dos EUA, bem como para a exploração espacial comercial.[5] Também forneceu hélio para os aeróstatos de vigilância da Patrulha de Fronteira dos EUA.[6]
- O Apoio às Tropas DLA, com sede na Filadélfia, Pensilvânia, fornece uniformes, refeições, equipamentos médicos, de construção e outros itens para militares destacados. Também apoia o Departamento de Agricultura dos EUA e ajuda a fornecer frutas e vegetais frescos para algumas escolas primárias dos EUA e reservas indígenas elegíveis.[7][8]
- A DLA Land and Maritime, com sede em Columbus, Ohio, fornece peças e manutenção para veículos militares terrestres e alguns navios.